# Bubele
Bubele [pronunciación en polaco: /buˈbɛlɛ/] es un pueblo ubicado en el distrito administrativo de Gmina Sejny, dentro del condado de Sejny, Voivodato de Podlaquia, en el noreste de Polonia, cerca de la frontera con Lituania. Se encuentra a unos 6 kilómetros al norte de Sejny y a 118 kilómetros al norte de la capital regional Białystok.